# Canal+ Maghreb
Canal+ Maghreb était une chaîne de télévision de divertissement principalement destinée à l'Algérie et au Maroc créée le 20 janvier 2009, puis disparue le 31 janvier 2012. Elle est créée en déclinaison de Canal+ et constitue désormais la chaîne premium du bouquet Canal+ Maghreb. Elle appartient à la société Groupe Canal+.

## Histoire
Le 21 janvier 2009, le groupe Canal+ annonce le lancement d'une offre de Canal+ destinée au Maghreb intitulée Le bouquet de Canal+. Cette comprend des cartes prépayées d'une validité de 6 mois à 1 an,.
Le 1er mars 2011, le groupe Canal+ annonce la fin de la commercialisation des cartes en raison du faible nombre d'abonnés.
Le 31 janvier 2012, la chaîne cesse d'émettre.
Depuis 2 février 2012, le bouquet n'est plus disponible par satellite.